# Empoasca diverta
Empoasca diverta är en insektsart som beskrevs av Delong och Davidson 1935. Empoasca diverta ingår i släktet Empoasca och familjen dvärgstritar.
Artens utbredningsområde är Arizona. Inga underarter finns listade i Catalogue of Life.